# Vraždovy Lhotice
Vraždovy Lhotice je část obce Dolní Kralovice v okrese Benešov. Nachází se na jihu Dolních Kralovic. V roce 2009 zde bylo evidováno 53 adres.
Vraždovy Lhotice je také název katastrálního území o rozloze 2,74 km².

## Historie
První písemná zmínka o vesnici pochází z roku 1352. Od svého vzniku patřila obec (v té době nesoucí název Lhotice (německy Lohoticz) vyšehradské kapitule.
V době převádění církevního majetku do světských rukou dal císař Zikmund Lucemburský obec do držby Trčků z Lípy. Ti ho později prodali Vraždům z Kunvaldu.
Svůj současný název nese obec od roku 1547, kdy ves získal Jan Jiřík Vražda z Kunvaldu. Rod Vraždových si okolní panství udržel do roku 1695, kdy bylo prodáno Janu Leopoldu Donátovi z Trautsonu. Místní zámeček byl po roce 1945 znárodněn